# 3333 Schaber
3333 Schaber (1980 TG5) là một tiểu hành tinh vành đai chính được phát hiện ngày 9 tháng 10 năm 1980 bởi Carolyn S. Shoemaker ở Đài thiên văn Palomar.